# وینفرید نردینگر

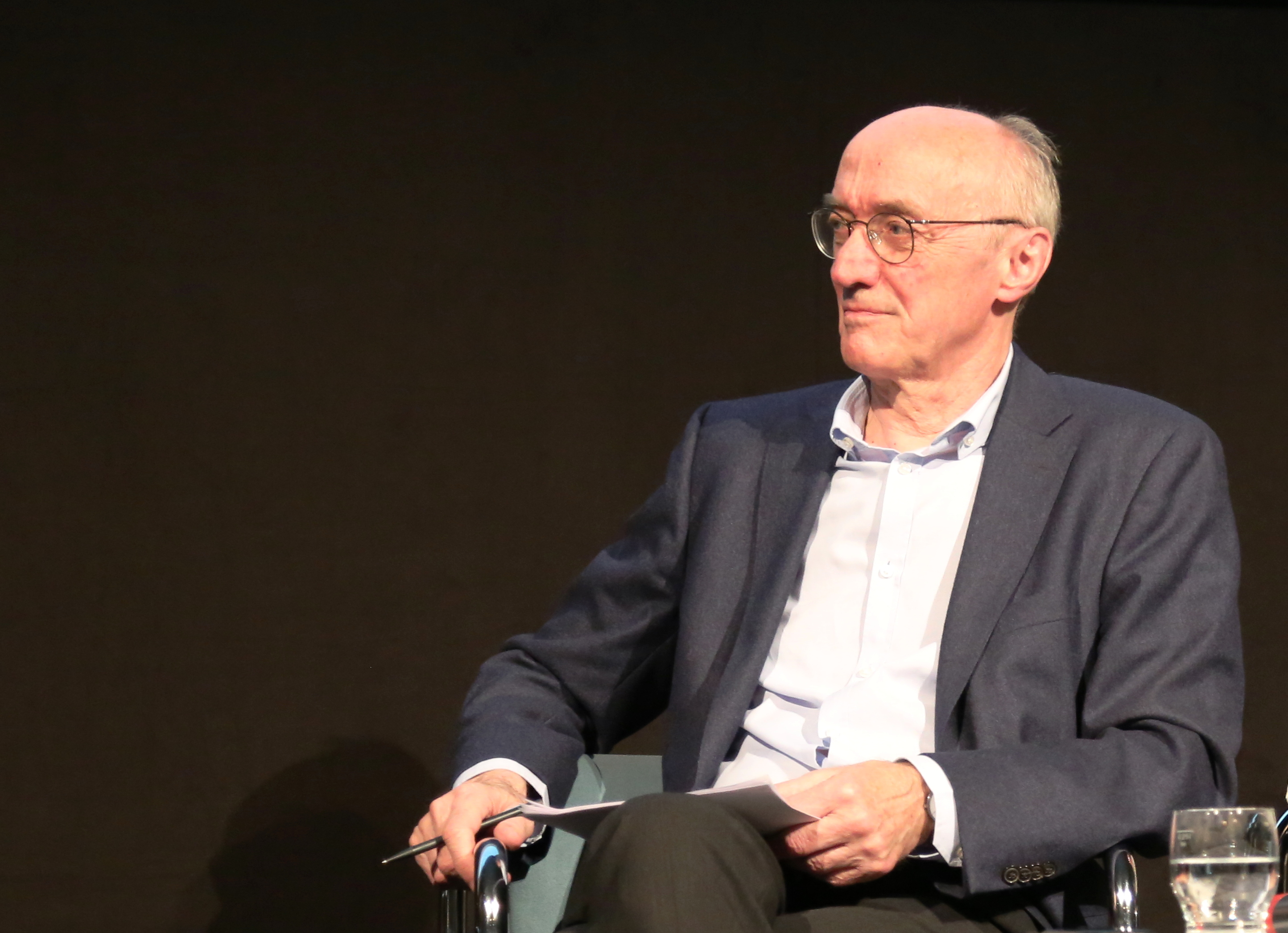
وینفرید نردینگر مورخ معماری اهل آلمان است و در زمینهٔ تاریخ متأخر معماری و هنر به پژوهش اشتغال دارد.

وینفرید نردینگر (زاده ۱۹۴۴) مورخ معماری و اهل آلمان است. در زمینهٔ تاریخ متأخر معماری و هنر به پژوهش اشتغال دارد و زمینه‌های اصلی پژوهشی او عبارت‌اند از معماری عهد باستان و اصالت تاریخ، تاریخ معماری آلمان سدهٔ ۱۹ و ۲۰، تاریخ جنبش‌های مدرن معماری، تاریخ بازسازی آلمان و تاریخ معماری اروپا در سده‌های ۱۹ و ۲۰.
او استاد تاریخ معماری و طراحی در دانشگاه فنی مونیخ بود و مدیریت بخش هنرهای تجسمی را در آکادمی هنرهای زیبای بایرن نیز بر عهده داشت. نردینگر از اعضای اصلی اتحادیهٔ معماران آلمان است و تا ماه سپتامبر ۲۰۱۲ ریاست موزهٔ معماری دانشگاه فنی مونیخ را نیز عهده‌دار بود. از اکتبر ۲۰۱۲ نیز مدیریت تأسیس مرکز مستندنگاری ناسیونال سوسیالیسم(BDA) را در شهر مونیخ بر عهده دارد.

## زندگی
این دانشور در یک خانوادهٔ سیاسی به دنیا آمد و پدرش اویگن نردینگر از اعضای گروه مقاومتی بود که علیه ناسیونال سوسیالیسم فعالیت و این نبرد را در فعالیت‌های گرافیکی خود منعکس می‌کرد. وینفرید نردینگر در سال ۱۹۷۱ مهندس معمار شد و در سال ۱۹۷۹ در رشتهٔ تاریخ هنر دانشگاه مونیخ رسالهٔ دکتری خود را با عنوان «رودولف بلینگ و جریان‌های هنری در برلین ۱۹۱۹–۱۹۲۳» تحریر کرد و به دلیل برجستگی پژوهشش جایزهٔ پژوهشگران دوره دکتری دانشگاه مونیخ را بدست آورد. او از سال ۱۹۸۶ استاد تاریخ معماری در دانشگاه مونیخ است و سال‌هایی را نیز به عنوان استاد مدعو در دانشگاه هاروارد و دانشگاه هلسینکی و مونترآل تدریس کرد، در سال ۲۰۱۲ بازنشسته شد اما کماکان در دانشگاه مونیخ اشتغال دارد.

## آثار
او طی ۳۷ سال فعالیت آکادمیک مهم‌ترین آرشیو پژوهشی تخصصی در زمینهٔ معماری در آلمان را جمع‌آوری و تأسیس کرده‌است. نردینگر با تألیف آثار و برگزاری نمایشگاه‌های متنوع سهمی بسیار تعیین‌کننده در پژوهش‌های تاریخ هنر و معماری دارد و نقشی بزرگ در خصوص توجه دادن خودآگاهی عمومی به اهمیت معماری ایفا کرده‌است. مهم‌ترین آثار او عبارت‌اند از:
-تاریخ معماری می‌سازد (۲۰۱۲)
-معماری خاطره می‌سازد ۱۹۸۴–۲۰۰۴ (۲۰۰۴)
-مدرسهٔ معماری مونیخ ۱۹۶۸–۱۹۹۳ (۱۹۹۳)
-رودولف بلینگ و جریان‌های هنری برلین ۱۹۱۸–۱۹۲۵ (۱۹۸۱)
نردینگر تا کنون حدود ۳۰۰ اثر دانشگاهی منتشر کرده که به ۱۴ زبان ترجمه شده‌است.